# Havre Mountains
Die Havre Mountains (französisch Massif Le Havre) sind ein Gebirge, das den nordwestlichen Ausläufer der Alexander-I.-Insel vor der Westküste der Antarktischen Halbinsel bildet. Sie erstrecken sich über eine Länge von 32 km in ostwestlicher Ausrichtung zwischen dem Kap Wostok und dem Russian Gap.
Die erste Sichtung im Jahr 1821 geht auf die erste russische Antarktisexpedition (1819–1821) unter der Leitung des deutsch-baltischen Seefahrers Fabian Gottlieb von Bellingshausen zurück. Eine weitere Sichtung folgte bei der Belgica-Expedition (1897–1899) unter der Leitung des belgischen Polarforschers Adrien de Gerlache de Gomery. Teilnehmer der Fünften Französischen Antarktisexpedition (1908–1910) unter der Leitung des Polarforschers Jean-Baptiste Charcot nahmen eine grobe Kartierung vor. Charcot benannte das Gebirge nach der französischen Hafenstadt Le Havre, Heimathafen seines Forschungsschiffs Pourquoi Pas?. Eine detaillierte Kartierung nahm der britische Geograph Derek Searle vom Falkland Islands Dependencies Survey 1960 anhand von Luftaufnahmen vor, die bei der US-amerikanischen Ronne Antarctic Research Expedition (1947–1948) entstanden waren. Das UK Antarctic Place-Names Committee übertrug am 2. März 1961 Charcots Benennung ins Englische.